# Choczewo (gromada)
Choczewo – dawna gromada, czyli najmniejsza jednostka podziału terytorialnego Polskiej Rzeczypospolitej Ludowej w latach 1954–1972.
Gromady, z gromadzkimi radami narodowymi (GRN) jako organami władzy najniższego stopnia na wsi, funkcjonowały od reformy reorganizującej administrację wiejską przeprowadzonej jesienią 1954 do momentu ich zniesienia z dniem 1 stycznia 1973, tym samym wypierając organizację gminną w latach 1954–1972.
Gromadę Choczewo z siedzibą GRN w Choczewie utworzono – jako jedną z 8759 gromad na obszarze Polski – w powiecie lęborskim w woj. gdańskim na mocy uchwały nr 20/III/54 WRN w Gdańsku z dnia 5 października 1954. W skład jednostki weszły obszary dotychczasowych gromad Choczewo, Żelazno, Kurowo, Kierzkowo, Kopalino i Lubiatowo ze zniesionej gminy Choczewo oraz obszary dotychczasowych gromad Lublewo Lęborskie i Łętowo ze zniesionej gminy Gniewino w tymże powiecie. Dla gromady ustalono 19 członków gromadzkiej rady narodowej.
1 stycznia 1962 do gromady Choczewo włączono miejscowości Świchówko, Gościęcino, Zwartowo, Zwartówko, Zwarcienko, Wojciechowo, Strzeżewo, Borkówko, Borkowo Lęborskie, Chałupcza Łąka i Tarkacz ze zniesionej gromady Zwartowo w tymże powiecie.
31 lipca 1968 do gromady Choczewo włączono miejscowości Białka, Biebrowo, Byszewo, Ciekocino, Ciekocinko, Danowice, Kamieńsko, Krzesiniec, Jackówko, Jackowo, Sasinko, Sasiniec, Sasino, Słajszewo, Słajszewko, Sosnowiec i Zielonka ze zniesionej gromady Sasino w tymże powiecie.
Gromada przetrwała do końca 1972 roku, czyli do kolejnej reformy gminnej. 1 stycznia 1973 w powiecie lęborskim reaktywowano zniesioną w 1954 roku gminę Choczewo.